# Le Val d'Andorre

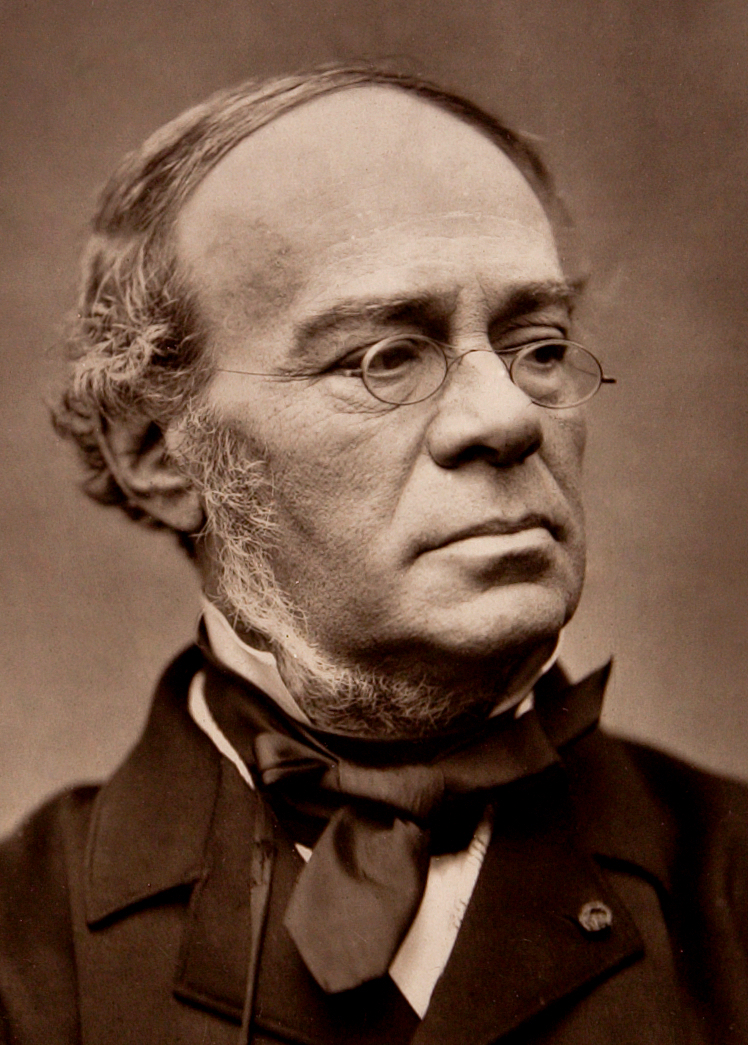
Fromental Halévy

Le Val d'Andorre är en opéra comique med musik av Jacques Fromental Halévy och libretto av Saint-Georges.
Trots att operan idag är så gott som bortglömd var den en av Halévys största succéer och spelades 165 gånger. Den återställde även operahuset Opéra-Comiques svåra ekonomiska situation. Premiären ägde rum den 11 november 1848. 

## Historia
Efter premiären skrev den parisiska tidskriften Revue et gazette musicale: 'Detta är den mest briljanta, totala succén någonsin på Opéra-Comique.' 
Operan översattes till tyska och sattes upp 1849 i Leipzig, där den prisades av Ignaz Moscheles - 'Musik av en genuin dramatisk karaktär, vilken har mer melodiflöde än hans andra operor. Ämnet är smart utarbetat och mycket imponerande.'  1850 sattes den upp i London, till medioker kritik, men hedrades av ett besök av drottning Victoria (för vilken de franska sångarna skyndsamt drillades att lära sig sjunga God Save the Queen).

## Personer

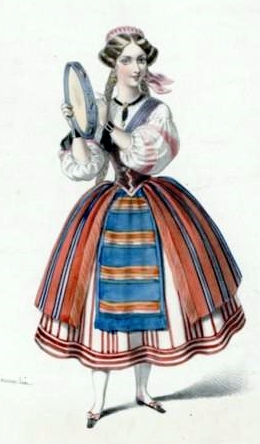
Anne-Benoîte-Louise Lavoye som Georgette

| Roller          | Stämma      | Premiärbesättning 11 november 1848 (Dirigent: - ) |
| --------------- | ----------- | ------------------------------------------------- |
| Georgette       | sopran      | Anne-Benoîte-Louise Lavoye                        |
| Jacques Sincère | bas         | Charles-Amable Battaille.                         |
| L'endormi       | bas         | Georges-Marie-Vincent Palianti                    |
| Le joyeux       | tenor       | Toussaint-Eugène-Ernest Mocker                    |
| Rose de Mai     | sopran      | Céleste Darcier                                   |
| Saturnin        | tenor       | Pierre-Marius-Victor Jourdan                      |
| Stéphan         | tenor       | Marius-Pierre Audran                              |
| Thérése         | mezzosopran | Antoinette Jeanne Hermance Révilly                |

## Handling
Plats: Andorra
Tid:
Stéphan (tenor) försöker smita ifrån tjänstgöring i den franska armén. Han älskas av den unga Rose de Mai (sopran), Roses förmyndare, änkan Thérèse (mezzosopran) och den rika Georgette (sopran). Då han döms till döden för desertering. Rose köper honom fri genom att stjäla pengar från Thérèse. Hon hävdar att pengarna kommer från Georgette. I en typisk otrolig vändning (lånad från Figaros bröllop), visar sig Rose vara Thérèses sedan länge försvunna dotter. Georgette resignerar och Rose de Mai är fri att gifta sig med Stéphan.